# Yvonne Zima
Pour les articles homonymes, voir Zima (homonymie).

Yvonne Zima est une actrice américaine née le 16 janvier 1989 à Phillipsburg dans le New Jersey.
Elle est actrice dans le soap américain Les Feux de l'amour. Yvonne a également joué le rôle de Rachel Greene, la fille de Mark Greene dans Urgences
Elle confirme au cinéma en jouant dans les films Storm Catcher et Au revoir a jamais. Elle obtient ensuite le premier rôle du thriller La Menteuse.
Ses grandes sœurs Madeline et Vanessa sont également actrices.

## Filmographie

### Cinéma
- 1995 : Heat de Michael Mann : une otage
- 1996 : Pluie de roses sur Manhattan (Bed of Roses) de Michael Goldenberg : Lisa Walker, jeune
- 1996 : Ultime Décision (Executive Decision) de Stuart Baird : la petite fille
- 1996 : Au revoir à jamais (The Long Kiss Goodnight) de Renny Harlin : Caitlin Caine
- 1997 : L'Amour de ma vie de Scott Winant : Gwen, âgée de 7 ans
- 1999 : Storm Catcher d'Anthony Hickox : Nicole Holloway
- 2000 : Love & Sex de Valerie Breiman : Kate, âgée de 9 ans
- 2009 : Surrogate de Sean Eisele : Marian
- 2009 : Love Hurts de Barra Grant : Andrea
- 2010 : You, Only Better... d'April Shih : Suzy Jr.
- 2010 : Meeting Spencer de Malcolm Mowbray : Sophia Martinelli
- 2011 : The Absent de Sage Bannick : Katie Anderson
- 2011 : Goy de Felix Kersting et Marc Schaumburg : Trish Rosenberg
- 2013 : Iron Man 3 de Shane Black : Miss Elkridge
- 2025 : Play Dirty de Shane Black

### Télévision
- 1993 : Roseanne : une fillette (non créditée)
- 1994 à 2000 : Urgences (ER) : Rachel Greene
- 1995 : La mémoire volée (See Jane Run) de John Tiffin Patterson : Lisa Klinger
- 1996 : Tous les jours Noël (Christmas Every Day) de Larry Peerce : Sarah Jackson
- 1997 : L'homme de minuit (Dead by Midnight) de Jim McBride : Kelly Ellis
- 1999 : The Secret Path de Bruce Pittman : Jo Ann, âgée de 7 ans
- 1999 : Sept jours pour agir (Seven Days) : Amanda
- 2000 : Un cow-boy pour père (A Father's Choice) de Christopher Cain : Chris McClain
- 2009 à 2012 : Les Feux de l'amour (The Young and the Restless) : Daisy Carter
- 2013 : New York, unité spéciale : Jesse Sturgis
- 2014 : La Menteuse (The Girl He Met Online) de Curtis Crawford : Gillian Casey
- 2016 : Ma jumelle diabolique (Killing Mommy) de Anthony Lefresne et Curtis Crawford : Deborah et Juliana Hansen
- 2019 : American Horror Story : 1984 : Red
- 2022 : Our Flag Means Death : Fleur de Maguis
- 2025 : NCIS : Enquêtes spéciales : Lana

#### Courts métrages
- 2009 : Intersect de Maura Milan : Lucy